# Barbro Werkmäster
Barbro Ingeborg Werkmäster, född Norling 27 november 1932 i Söderhamn, död 16 april 2020 i Gottsunda distrikt i Uppsala, var en svensk författare och feminist.

## Biografi
Efter studentexamen 1952 avlade Werkmäster examen vid Grafiska institutet 1955 och filosofie kandidatexamen vid Uppsala universitet 1969. Hon var förlagsredaktör vid Skrivrit 1955–1956 och vid Bokförlaget Forum 1956–1959. Hon var ordförande i Kulturarbetarcentrum i Uppsala län 1972–1976, ordförande i Författarförlaget 1973–1974 och medlem av Svenska författarförbundets kvinnoskribentgrupp 1976–1981.
Werkmäster blev tidigt medlem i Grupp 8 och utgav tillsammans med Maud Hägg böckerna Frihet, jämlikhet och systerskap (1971) och Kvinnor och sex (1973). Hon författade vidare bland annat Problem och frågeställningar kring bilderböcker för barn utgivna i Sverige under 1800-talet (1974), antologin Kvinnor som konstnärer (1975, tillsammans med Anna Lena Lindberg), Anna Nordlander och hennes samtid (red., 1993),  Kvinna och konstnär i 1800-talets Sverige (tillsammans med Eva-Lena Bengtsson, 2004) och Helga Henschen i Sundbyberg (red., 2009). Hon har även skrivit barn- och ungdomslitteratur som Spöktimmen (1971), Visst kan tjejer (1973), tillsammans med Anna Sjödahl, och Krasch (1975), tillsammans med Sjödahl, samt en mängd artiklar i olika tidskrifter.
Hon promoverades till filosofie hedersdoktor vid Historisk-filosofiska fakulteten vid Uppsala universitet 2000.

### Familj
Barbro Werkmäster var dotter till postmästare Olof Norling och Bojan Green. Hon var gift med Jerk-Olof Werkmäster och svärdotter till Jerk Werkmäster.